# Julie Benz
Pour les articles homonymes, voir Benz.
Julie Benz, née le 1er mai 1972 à Pittsburgh, Pennsylvanie (États-Unis) est une actrice américaine.
Dès ses débuts, dans les années 1990, l'actrice alterne cinéma et télévision. Elle est révélée dans le rôle de la vampire Darla dans les séries télévisées fantastiques Buffy contre les vampires et Angel (1999-2004), ce qui lui permet par la suite de jouer aux côtés de Rose McGowan dans le film Jawbreaker (1999).
Elle confirme dans le rôle de Rita Bennett dans la série dramatique Dexter (2006-2010). Pour cette interprétation, elle a remporté le Satellite Award de la meilleure actrice dans un second rôle dans une série télévisée (2006) ainsi que le Saturn Award de la meilleure actrice de télévision dans un second rôle (2010).
Elle a également tenu des premiers et seconds rôles marquants dans des séries comme Desperate Housewives (2010), Super Hero Family (2010-2011), Defiance (2013-2015), Hawaii 5-0 (2015-2017), Training Day (2017) et Love, Victor (2021).

## Biographie

### Enfance et formation
Née à Pittsburgh d'un père chirurgien et d'une mère patineuse, elle a un frère, Jeffrey et une sœur, Jennifer.
À l'âge de trois ans, elle s'oriente tout d'abord vers une carrière de patineuse.
À seize ans, elle participe au championnat américain de danse sur glace junior, mais après une mauvaise chute, elle abandonne sa carrière.
Un an plus tard, elle décide de se consacrer au métier d'actrice et rentre au sein d'une troupe de théâtre locale.

### Carrière

#### Débuts et révélation

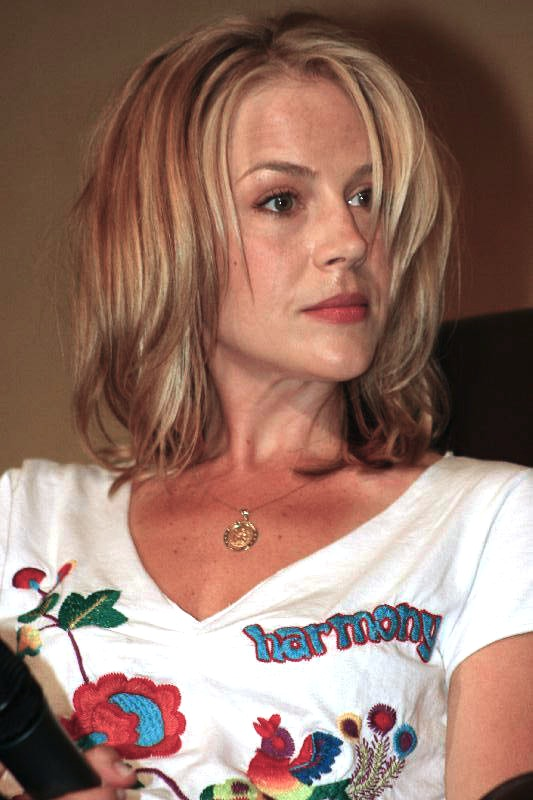
Julie Benz au Booster Bash 2005.

En 1990, elle obtient son premier rôle d'actrice au cinéma à 18 ans, dans le film d'horreur Deux yeux maléfiques (Due occhi diabolici), une adaptation de deux célèbres
nouvelles d'Edgar Allan Poe.
En parallèle, elle suit des cours de comédie à l'Université de New York, puis décide de déménager à Los Angeles. Elle y enchaîne des petits rôles dans des séries télévisées, Notre belle famille ou la série de science-fiction Sliders : Les Mondes parallèles et des films de série B.
En 1997, elle obtient un rôle dans le pilote d'une nouvelle série fantastique, Buffy contre les vampires, interprétant le tout premier vampire de l'histoire de la série : son personnage revient dans quelques épisodes, mais c'est surtout dans la série dérivée, Angel, que celui-ci est considérablement développé. Son personnage s'impose même comme une figure majeure de la mythologie de la série, apparaissant durant 20 épisodes étalés sur les cinq saisons, entre 2000 et 2004.
L'actrice tente alors de s'imposer dans un rôle régulier, mais les sitcoms Ask Harriet et Payne, lancées en 1998 et 1999 sont des échecs. En revanche, la chaîne diffusant Buffy lui confie un rôle récurrent dans la première saison de la série fantastique Roswell.
En 1999, elle porte la comédie Jawbreaker, aux côtés de Rose McGowan et Rebecca Gayheart, à sa sortie, le film passe inaperçu mais au fil du temps, il acquiert une certaine notoriété, reconnu comme étant un film culte du genre teen movie.
En 2000, elle partage la vedette du téléfilm d'horreur La Cinquième Sœur au côté d'une autre star de la télévision, Shannen Doherty. Côté cinéma, elle joue une blonde écervelée dans le parodique Scary Scream Movie. De son côté, Steven Spielberg lui confie un rôle dans la mini-série de science-fiction à prestige Disparition (Taken), développée par Leslie Bohem et diffusée en 2002.

#### Ascension critique

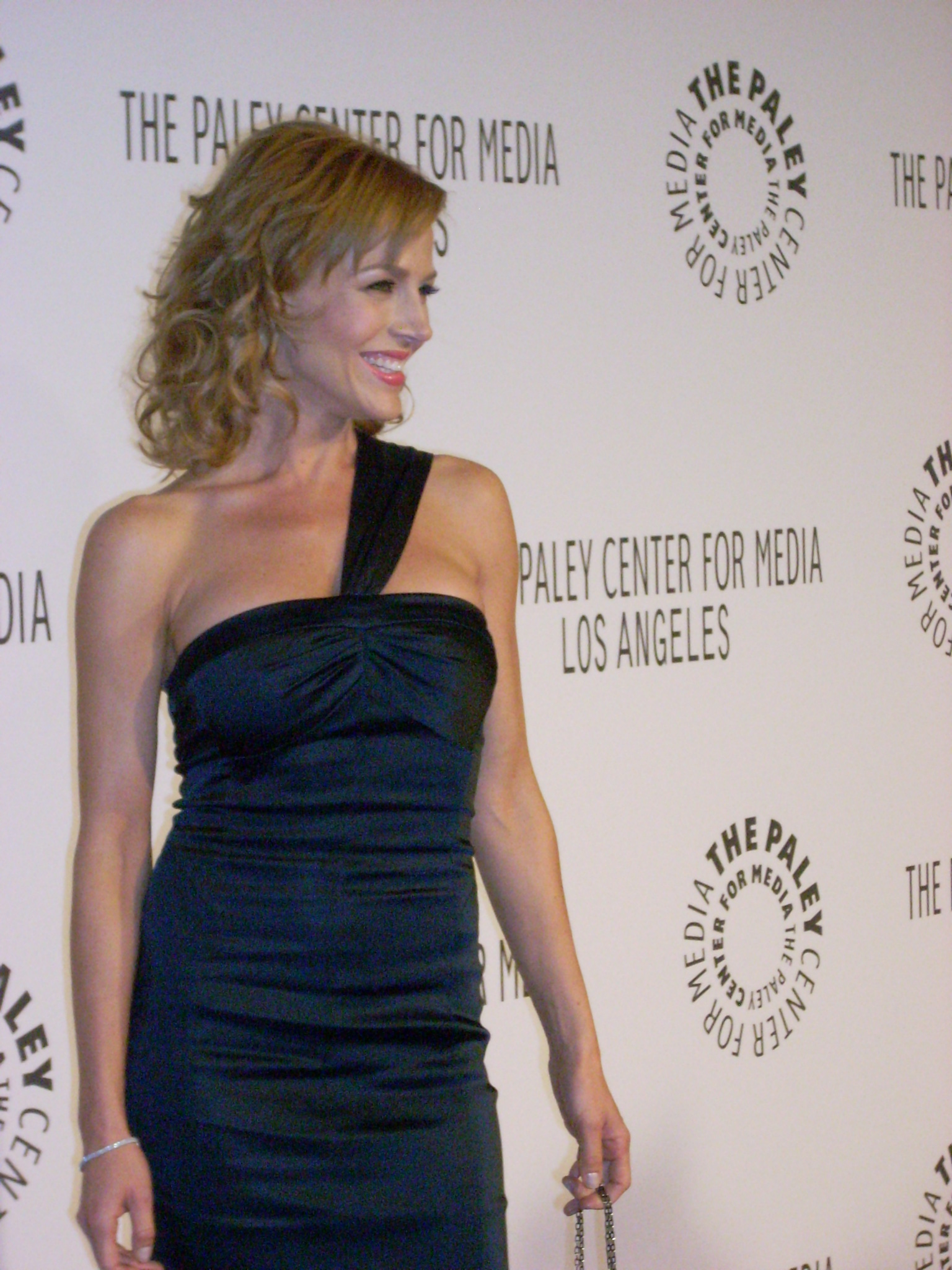
L'actrice lors du Paley Center Gala, en 2008.

Une fois Angel achevé, elle enchaîne avec des rôles dans des films sortis directement en vidéo jusqu'en 2006. Comme la suite de George de la jungle, George de la jungle 2 (2002) et le drame 8 mm 2 : Perversions fatales (2005), annoncé comme une suite au film 8 millimètres de Joel Schumacher sorti en 1999 avec Nicolas Cage, bien que les deux films n'aient aucun élément en commun. Se démarque sa participation au téléfilm dramatique Lackawanna Blues, accompagnée, entre autres, par Sharon Epatha Merkerson, Terrence Howard et Liev Schreiber. Produit par l'oscarisée Halle Berry, ce drame remporte la ferveur des critiques et se retrouve nommé et récompensé à de nombreuses cérémonies de remises de prix.
En 2005, elle est alors choisie pour interpréter le rôle régulier de Rita Bennett, la fragile et meurtrie compagne du protagoniste Dexter Morgan, dans la série thriller Dexter. La série est acclamée par la critique et l'actrice voit sa performance récompensée par un Satellite Award de la meilleure actrice dans un second rôle dans une série télévisée. La même année, elle revient vers le genre fantastique le temps d'un épisode de Supernatural.

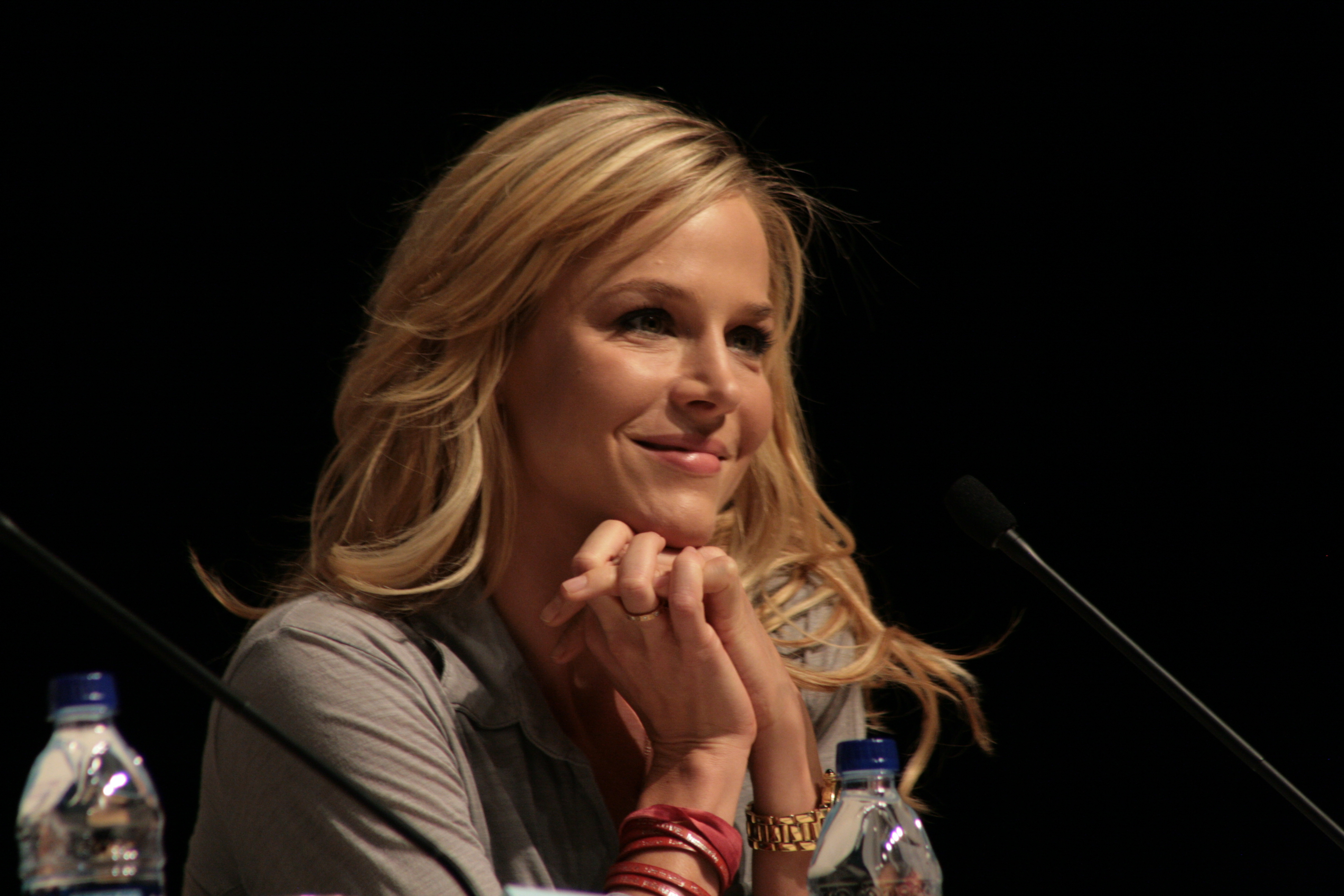
Julie Benz lors du DragonCon 2009.

Elle continue d'intervenir à la télévision et joue dans un épisode des séries policières Les Experts : Miami, Les Experts et New York, police judiciaire. Forte de sa notoriété grandissante, elle tient également les rôles titres des téléfilms Vengeance du passé (2006) et Une vie en danger (2009).

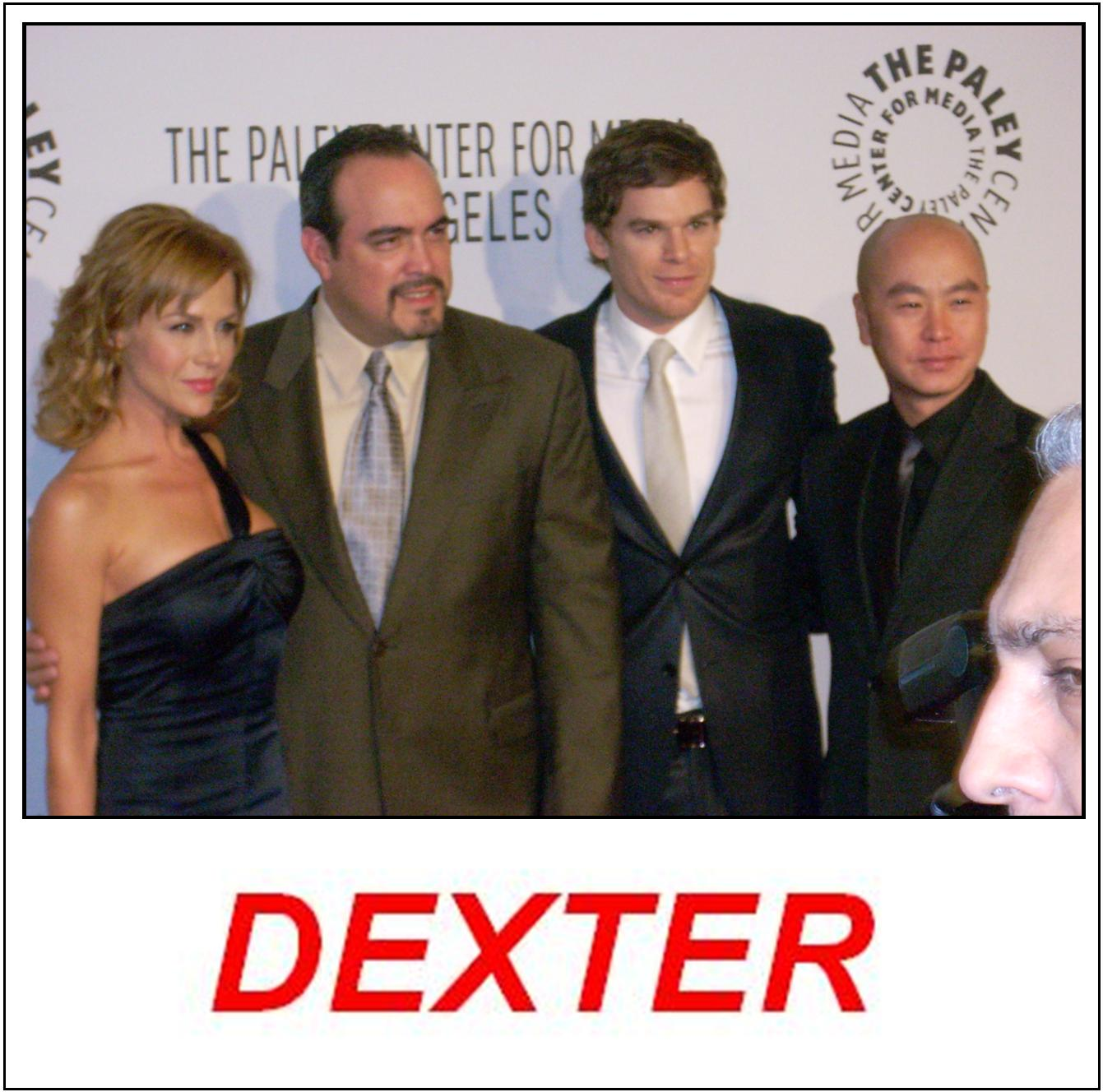
Julie Benz, David Zayas, Michael C. Hall et C. S. Lee, pour la série télévisée Dexter, en 2008.

L'exposition apportée par la série Dexter lui permet surtout de participer à des productions cinématographiques plus importantes : en 2008, elle est ainsi à l'affiche des films d'action John Rambo, Punisher : Zone de guerre et du film d'horreur Saw 5. Rambo et le cinquième volet de la saga d'horreur lui permettent de nouer avec les hauteurs du box office, en revanche, et malgré une forte médiatisation, la troisième adaptation du comics édité par Marvel Comics, après Punisher en 1989 et The Punisher en 2004, déçoit.

#### Rôles réguliers

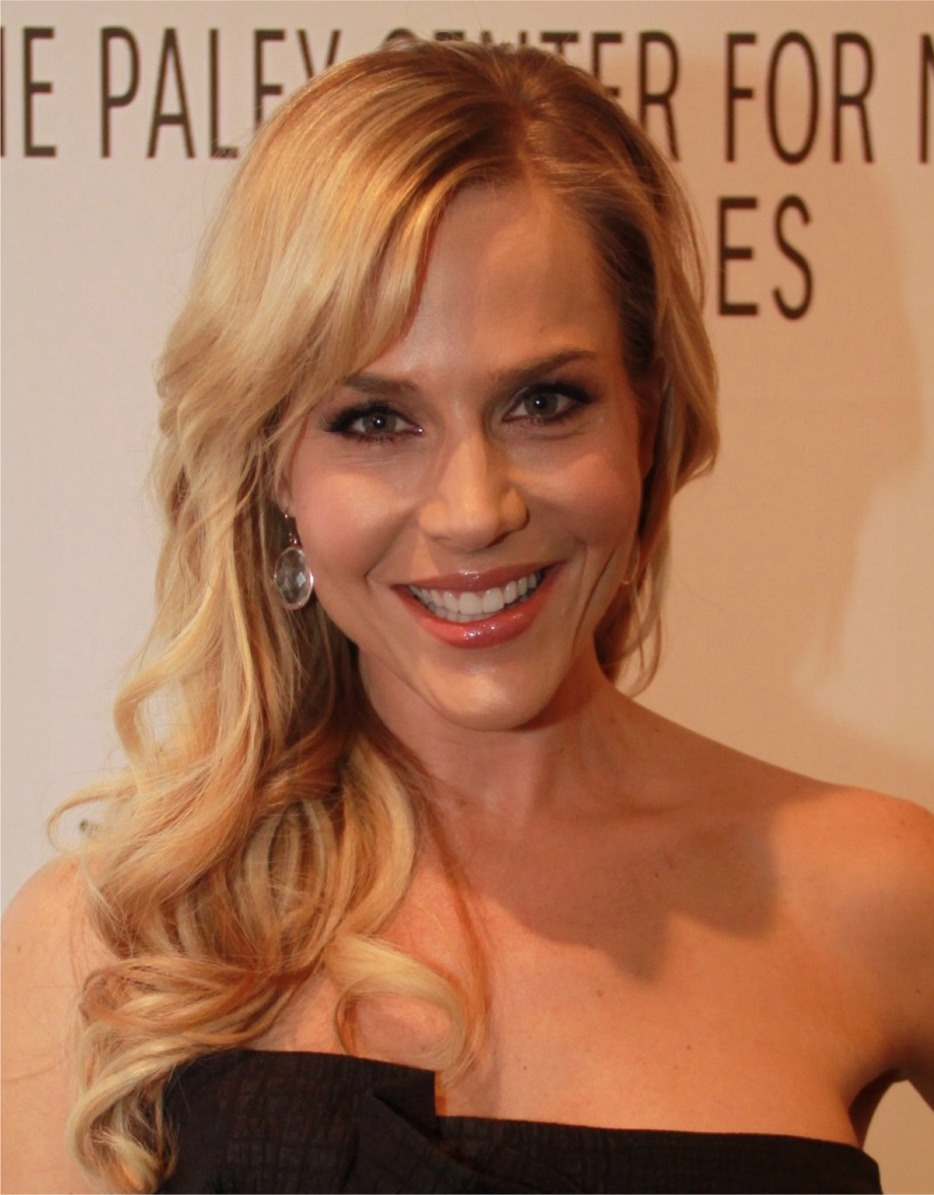
Julie Benz le 4 mars 2010, au PaleyFest.

En 2010, elle rejoint la sixième saison de la série populaire Desperate Housewives, à partir de l'épisode 14, où elle prête ses traits au personnage récurrent de Robin Gallagher, une ancienne strip-teaseuse qui tombe sous le charme de Katherine Mayfair et finit par s'enfuir avec elle. Ce personnage légèrement sulfureux lui permet surtout de s'imposer dans un registre plus léger. Cette même année, elle est tout de même récompensée pour son incarnation de Rita Bennett, elle reçoit le Saturn Award de la meilleure actrice de télévision dans un second rôle ainsi qu'une citation par le prestigieux Festival de Monte-Carlo.

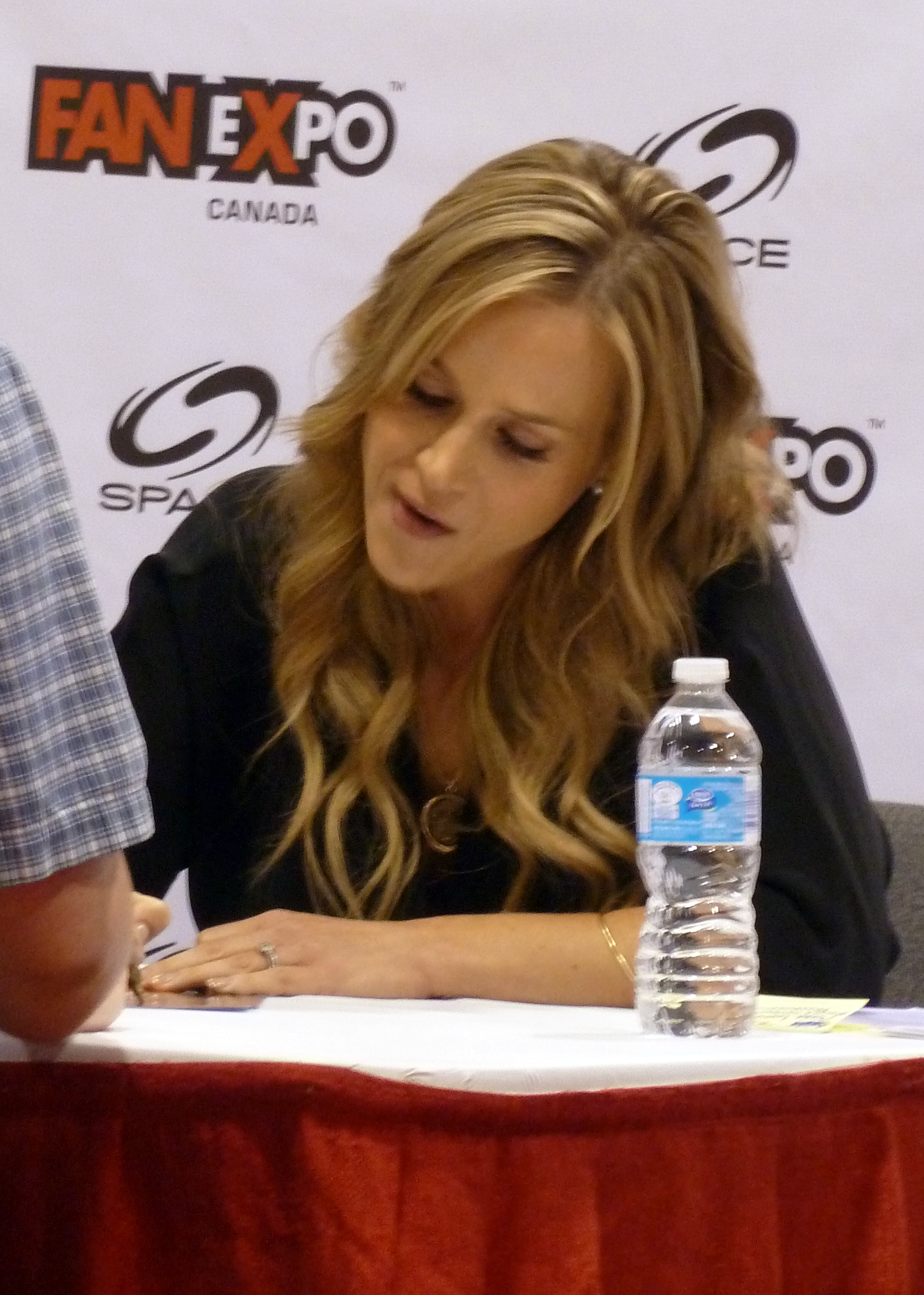
L'actrice au Fan Expo Canada en 2012.

En 2011, elle joue ainsi le rôle féminin principal de Stéphanie Powell dans la série d'action familiale Super Hero Family, diffusée sur ABC. Les mauvaises audiences et les critiques très mitigées ne permettent pas au programme de dépasser le cap d'une saison de vingt épisodes. Elle rebondit aussitôt en rejoignant la nouvelle série médicale A Gifted Man, pour le personnage récurrent de Christina Holt, sur la chaîne CBS. La série ne dépasse pas seize épisodes.

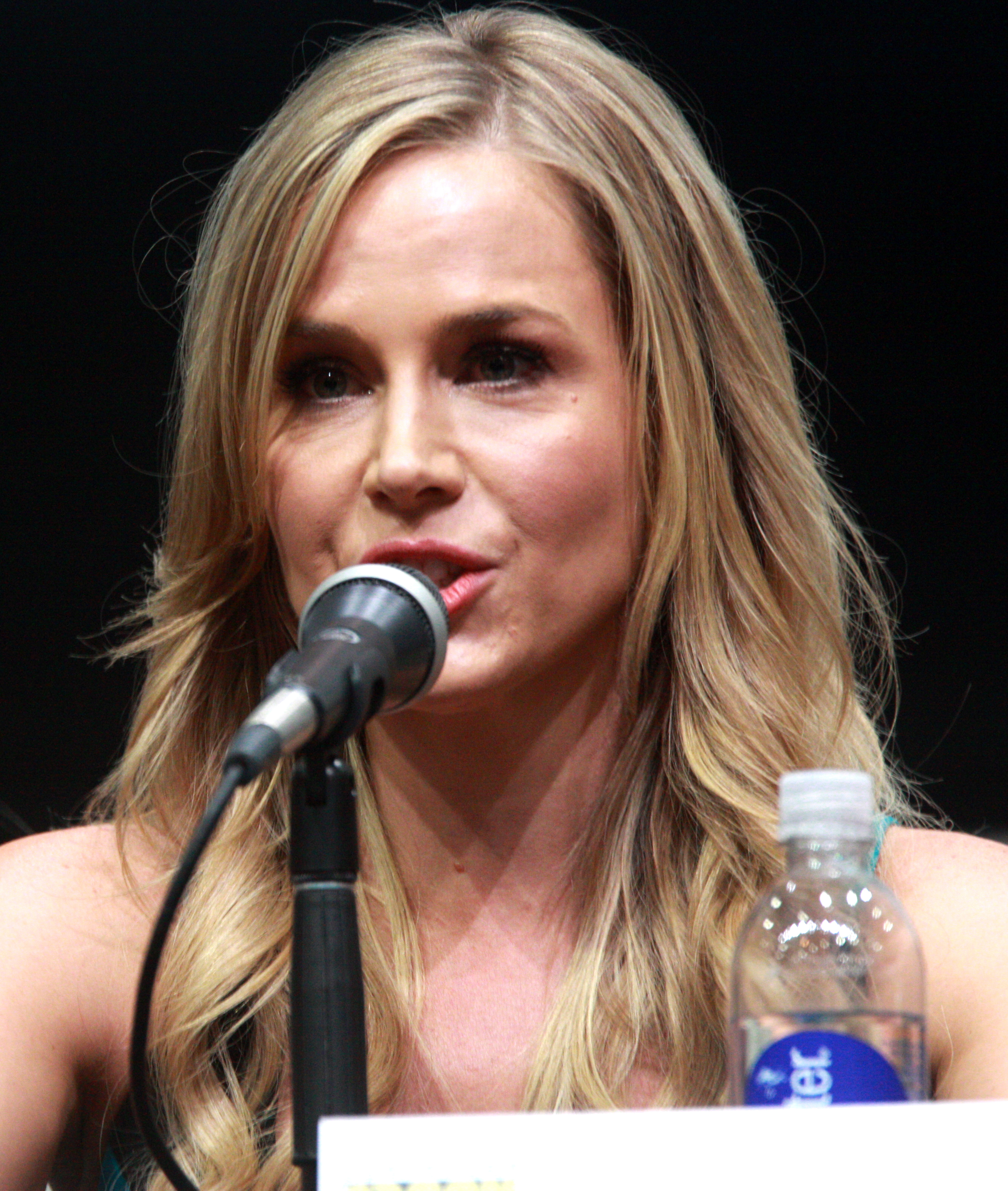
Julie Benz au Comic-Con de San-Diego, en 2013.

En 2013, elle porte le téléfilm policier Taken : À la recherche de Sophie Parker, qui est un succès au moment de sa diffusion, mais elle parvient surtout à revenir au premier plan avec le rôle féminin principal de la série de science-fiction Defiance, grosse production internationale diffusée par la chaîne câblée Syfy. Le programme est arrêté au bout de trois saisons, en 2015, à la suite d'une baisse significative des audiences.
Également, elle continue de participer à des téléfilms et des productions cinématographiques indépendantes, comme le thriller dramatique et surnaturel, Circle (2015), ainsi que le film d'action Life on the Line (2016), lui permettant de donner la réplique à John Travolta et Sharon Stone.
De 2015 à 2017, elle intervient de manière régulière dans la série policière Hawaii 5-0, dans le rôle du lieutenant Abby Dunn.
Toujours en 2017, elle rejoint la série dramatique Training Day qui se présente comme une suite ré-imaginée du film homonyme d'Antoine Fuqua sorti en 2001, dont le tournage est marqué par le décès de Bill Paxton. Elle porte aussi le téléfilm de comédie sentimentale Un héros pour Noël (Christmas Homecoming) de Paul Kauflan, qui suit le destin d'une veuve d'un héros de guerre prenant en charge un soldat blessé, rentré d'Afghanistan. Cette année-là, elle est l'une des stars invitées au Comic-Con de Paris.
En 2018, elle réitère avec le téléfilm dramatique Heaven aux côtés d'Annalise Basso, elle participe aussi, dans un second rôle, au drame Foster Boy et tient un rôle d'invité dans la série horrifique Dark/Web.
En 2021, elle apparait dans la série acclamée par la critique Love, Victor.

### Vie privée
Durant l'été 1998, Julie Benz a épousé l'acteur John Kassir puis a demandé le divorce en 2007, qui a été prononcé en 2008.
En 2008, elle se met en couple avec Rich Orosco, un responsable marketing. Le 5 mai 2012, ils se marient. La cérémonie était privée, sur le thème du Mexique, pour faire honneur aux origines d'Orosco,.
Elle collectionne des objets antiques de tous les pays qu'elle visite.
C'est une proche amie d'Eliza Dushku, Clare Kramer et Jaime Murray.
Elle est souvent confondue avec une autre actrice, populaire à la télévision, Julie Bowen. Il lui est déjà arrivé que des fans lui fassent des demandes d'autographes en son nom.
Son cousin, Tim Benz, est une personnalité américaine de la radio et de la télévision sportive.

## Filmographie

### Cinéma

#### Longs métrages
- 1990 : Deux yeux maléfiques (Due occhi diabolici) de Dario Argento et George A. Romero : Betty
- 1996 : Black Sheep de Penelope Spheeris : une femme (non créditée)
- 1996 : Darkdrive de Phillip J. Roth : Julie Falcon
- 1997 : Les Années rebelles (Inventing the Abbotts) de Pat O'Connor : Co-ed
- 1997 : Pour le pire et pour le meilleur (As Good as It Gets) de James L. Brooks : réceptionniste
- 1999 : Dirt Merchant (en) de B.J. Nelson : Angie
- 1999 : Jawbreaker de Darren Stein (en) : Marcie Fox
- 2000 : Scary Scream Movie (Shriek If You Know What I Did Last Friday the Thirteenth) de John Blanchard : Barbara
- 2001 : The Brothers de Gary Hardwick : Jesse Caldwell
- 2002 : George de la jungle 2 (George of the Jungle 2) de David Grossman : Ursula, reine de la jungle
- 2005 : 8 mm 2 : Perversions fatales (8MM2) de Joseph S. Cardone : Lynn
- 2006 : Kill Your Darlings de Björne Larson : Katherine
- 2008 : John Rambo de Sylvester Stallone : Sarah Miller
- 2008 : Saw 5 de David Hackl : Brit Steddison
- 2008 : Punisher : Zone de guerre (Punisher: War Zone) de Lexi Alexander : Angela Donatelli
- 2009 : Les Anges de Boston 2 (The Boondock Saints II: All Saints Day) de Troy Duffy : Eunice Bloom
- 2010 : Bedrooms (en) de Youssef Delara, Michael D. Olmos et Victor Teran : Anna
- 2011 : Answers to Nothing (en) de Matthew Leutwyler : Frankie
- 2014 : Supremacy de Deon Taylor : Kristen
- 2015 : Circle d'Aaron Hann et Mario Miscione : l'épouse
- 2015 : Life on the Line de David Hackl : Carline
- 2016 : Havenhurst (en) d'Andrew C. Erin (en) : Jackie / Jamie
- 2019 : Foster Boy (en) de Youssef Delara : Pamela Dupree
- 2020 : Nocturne de Zu Quirke : Cassie Lowe[18]

#### Courts métrages
- 1997 : Eating Las Vegas de Tracy Fraim : Sheila
- 2003 : The Midget Stays in the Picture (vi) d'Art Brown : A-List Actress
- 2009 : Kidnapping Caitlynn de Katherine Cunningham-Eves : Caitlynn
- 2020 : Perfidy de Paula Goldberg : Rachel

### Télévision

#### Téléfilms
- 1995 : Pieds nus dans la jungle des studios de Susan Seidelman : une femme sexy
- 1996 : Cœurs à la dérive (Hearts Adrift) de Vic Sarin : Christy
- 1997 : Veronica's Video de Don Scardino : Heidi
- 1997 : A Walton Easter de Bill Corcoran : Jeannie (non créditée)
- 2000 : La Cinquième Sœur (Satan's School for Girls) de Christopher Leitch : Alison Kingsley
- 2004 : Une leçon de courage (The Long Shot) de Georg Stanford Brown : Annie Garrett
- 2005 : Bad Girls from Valley High (en) (A Fate Totally Worse Than Death) de John T. Kretchmer : Danielle
- 2005 : Lackawanna Blues de George C. Wolfe : Laura
- 2005 : La Huitième Plaie (Locusts: The 8th Plague) de Ian Gilmour : Vicky
- 2006 : Vengeance du passé (Circle of Friends) de Stefan Pleszczynski : Maggie
- 2009 : Une vie en danger (Held Hostage) de Grant Harvey : Michelle Estey
- 2009 : Romance millésimée (Uncorked) de David S. Cass Sr. : Johnny Prentiss
- 2011 : Ricochet de Nick Gomez : Elise Laird
- 2013 : Taken : À la recherche de Sophie Parker (Taken: The Search for Sophie Parker) de Don Michael Paul : Stevie Parker
- 2014 : Le Pire des mensonges (Sole Custody) de Brenton Spencer : Zoey[19]
- 2015 : La Robe de la mère Noël (Charming Christmas) de Craig Pryce : Meredith Rossman
- 2017 : Un héros pour Noël (Christmas Homecoming) de Paul A. Kaufman : Amanda
- 2021 : Celeste Beard : La Face cachée d'une croqueuse de diamants (Secrets of a Gold Digger Killer) de Robin Hays : Celeste Beard

#### Séries télévisées
- 1991-1992 : Hi Honey, I'm Home de Doug Rogers : Babs Nielsen (14 épisodes)
- 1994 : Mariés, deux enfants (Married with Children) de Ron Leavitt et Michael G. Moye : Sascha (saison 8, épisode 19)
- 1995 : La Fille de l'équipe (en) (Hang Time) de Miguel Higuera et Patrick Maloney : Linda Cantrell (saison 1, épisode 6)
- 1995 : Surfers détectives (High Tide) : Joanna Craig (saison 2, épisode 8)
- 1995 : Notre belle famille (Step by Step) de William Bickley et Michael Warren : Tawny (saison 5, épisode 9)
- 1995 : Empire : Christie Lambert (pilote non retenu)
- 1996 : Incorrigible Cory (Boy Meets World) : Bianca (saison 3, épisode 11)
- 1996 : Diagnostic : Meurtre (Diagnosis Murder) : Julie Miller (saison 4, épisode 3)
- 1996 : Sliders : Les Mondes parallèles (Sliders) : Jenny Michener (saison 3, épisode 3, Un monde de tornades)
- 1996 : Le Célibataire (The Single Guy) : la femme aux fraises (saison 2, épisode 6)
- 1996-2000 : Buffy contre les vampires (Buffy the Vampire Slayer) : Darla (6 épisodes)
- 1997 : Flic de mon cœur (The Big Easy) : Roxanne (saison 2, épisode 10)
- 1997 : Fame L.A. de Richard Barton Lewis : Vanessa (saison 1, épisode 6)
- 1998 : Ask Harriet : Joplin Russell (7 épisodes)
- 1998 : Conrad Bloom : Julie (saison 1, épisode 4)
- 1999 : Un gars du Queens (The King of Queens) : Julie Patterson (saison 1, épisode 20)
- 1999 : Payne : Breeze O'Rourke (10 épisodes)
- 1999 : Good Guys/Bad Guys : rôle non communiqué (pilote non retenu)
- 1999-2000 : Roswell : Kathleen Topolsky (7 épisodes)
- 2001 : L'Île de l'étrange (Glory Days) de Kevin Williamson : Ellie Sparks (saison 1, épisode pilote - non diffusé)
- 2002 : Spy Girls (She Spies) : Elaine (saison 1, épisode 9)
- 2002 : Disparition (Taken) de Leslie Bohem : Kate Keys (mini-série en 2 épisodes)
- 2003 : Peacemakers : Miranda Blanchard (saison 1, épisode 7)
- 2003 : Coupling (en) : Amanda (saison 1, épisode 6)
- 2000-2004 : Angel de Joss Whedon et David Greenwalt : Darla (20 épisodes)
- 2004 : NCIS : Enquêtes spéciales (Navy NCIS: Naval Criminal Investigative Service) : Denise Johnson (saison 1, épisode 22)
- 2004 : Oliver Beene : la femme à la cigarette (saison 2, épisode 7)
- 2006 : Supernatural : Layla Rourke (saison 1, épisode 12)
- 2006 : Les Experts : Miami (CSI: Miami) : Hayley Gordon (saison 4, épisode 16)
- 2006 : Les Experts (CSI: Crime Scene Investigation) : Heidi Wolff (saison 6, épisode 22)
- 2006 : New York, police judiciaire : Dawn Sterling (saison 17, épisode 14)
- 2006-2010 : Dexter : Rita Bennett (49 épisodes, saisons 1 à 4 + saison 5, épisode 1)
- 2010 : Desperate Housewives : Robin Gallagher (5 épisodes, saison 6)
- 2010-2011 : Super Hero Family (No Ordinary Family) : Stephanie Powell (20 épisodes, unique saison)
- 2011 : Royal Pains : Elyse (saison 3, épisode 6)
- 2011-2012 : A Gifted Man : Christina Holt (7 épisodes, unique saison)
- 2012 : Middle Ages : rôle inconnu (pilote non retenu)
- 2013-2015 : Defiance : le maire Amanda Rosewater (39 épisodes)
- 2015-2017 : Hawaii 5-0 : lieutenant Abby Dunn (12 épisodes)
- 2017 : Training Day : Holly Butler (7 épisodes)
- 2019 : Dark/Web : I am Rideshare (voix - saison 1, épisode 10)
- 2019 : Light as a Feather : Skye (2 épisodes)
- 2019 : Les Enfants Maudits (V.C. Andrews' Heaven) de Paul Shapiro : Kitty (1 épisode, mini-série)
- 2019 : Becoming a God (On Becoming a God in Central Florida) : Carole Wilkes (7 épisodes)
- 2021 : Love, Victor : Shelby (4 épisodes)
- 2022 : 9-1-1: Lone Star : Sadie

### Jeux vidéo
- 2004 : Min'na no gorufu 4 : voix diverses
- 2004 : Halo 2 : Miranda Keyes

## Distinctions

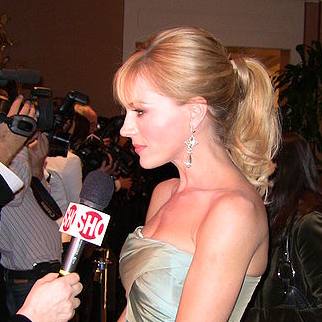
Lors de la soirée post-Golden Globes, en 2009.

Sauf indication contraire, les informations mentionnées dans cette section peuvent être confirmées par la base de données cinématographiques IMDb,  présente dans la section « Liens externes ».

### Récompenses
- Satellite Awards 2006 : meilleure actrice dans un second rôle dans une série télévisée pour Dexter
- Eyegore Awards 2008 : Meilleure actrice
- Saturn Awards 2010 : meilleure actrice de télévision dans un second rôle pour Dexter

### Nominations
- Scream Awards 2008 : Meilleure actrice dans une série télévisée d'horreur pour Dexter
- Screen Actors Guild Awards 2009 : meilleure distribution pour une série télévisée dramatique pour Dexter
- Festival de Monte-Carlo 2010 : Meilleure actrice dans une série télévisée dramatique pour Dexter
- Screen Actors Guild Awards 2010 : meilleure distribution pour une série télévisée dramatique pour Dexter
- Scream Awards 2010 : Meilleure actrice dans une série télévisée d'horreur pour Dexter

## Voix françaises
En France, Anneliese Fromont est la voix régulière de Julie Benz. Charlotte Marin, et Juliette Degenne l'ont également doublé respectivement à sept et quatre reprises.
Au Québec, Julie Burroughs est la voix la plus régulière de l'actrice.